# Hexadécanol
Le n-hexadécanol, aussi connu comme l'alcool cétylique ou palmitique, est un alcool gras de formule semi-développée CH3(CH2)15OH. À température ambiante, l'alcool cétylique prend la forme d'un solide blanc cireux ou de paillettes.
Le terme cétylique dérive de baleine (en latin: Cetus) car c'est de leur huile que l'alcool cétylique a été isolé pour la première fois.

## Histoire et production
L'hexadécanol a été découvert en 1817 par le chimiste français Michel Chevreul quand il chauffa du spermaceti, une substance cireuse obtenue à partir d'huile de cachalot, avec la potasse caustique (hydroxyde de potassium). Des flocons d'hexadécanol sont apparus avec le refroidissement.
Avec la disparition de la chasse commerciale des baleines, l'hexadécanol n'est plus principalement produit à partir de l'huile de baleine, mais est soit issu de l'industrie pétrolière, soit produit à partir d'huiles végétales comme l'huile de palme ou l'huile de coco.

## Utilisation
L'hexadécanol est utilisé dans l'industrie cosmétique comme opacifiant dans les shampooings et comme un agent émollient, émulsifiant ou épaississant dans la fabrication de crèmes pour la peau et de lotions. Il est également utilisé comme lubrifiant pour les écrous et boulons.

## Composés apparentés
- l'acide palmitique
- les palmitates, ses esters